# 日中協会
一般社団法人日中協会（いっぱんしゃだんほうじんにっちゅうきょうかい、英語: The Japan-China Society, Inc.）は、日中友好7団体の一つ。元外務省中国課所管。

## 経緯
- 1975年9月29日 設立
- 1981年3月5日 社団法人化
- 2014年4月1日 一般社団法人化

## 本部所在地
- 東京都文京区後楽1-5-3 日中友好会館3階

## 役員
- 会長 野田毅 - 自由民主党元衆議院議員、元自治大臣。
- 特別顧問 阿南惟茂 元駐中国日本国駐箚特命全権大使
- 副会長 小渕優子    衆議院議員
- 副会長 依田巽 - (株)ティー ワイ リミテッド代表取締役会長、元日本レコード協会（RIAJ）会長。
- 副会長 服部健治   中央大学ビジネススクール　名誉フェロー
- 理事長 瀬野清水 -（一社）日中協会　理事長。
- 常務理事 藤田誠史（一社）日中協会　事務局長
- 理事 赤羽一嘉
- 理事 伊東信一郎
- 理事 植木義晴
- 理事 大橋博
- 理事 大平知範
- 理事 岡芹健夫
- 理事 奥村洋治
- 理事 海江田万里
- 理事 加茂具樹
- 理事 菊田真紀子
- 理事 小池一夫
- 理事 後藤俊哉
- 理事 白西あき
- 理事 野間省伸
- 理事 橋本岳
- 理事 林賢一
- 理事 山田勇作

## 活動
日本と中国の友好協力関係を発展させるための諸活動をおこなう。